# Hohlrad

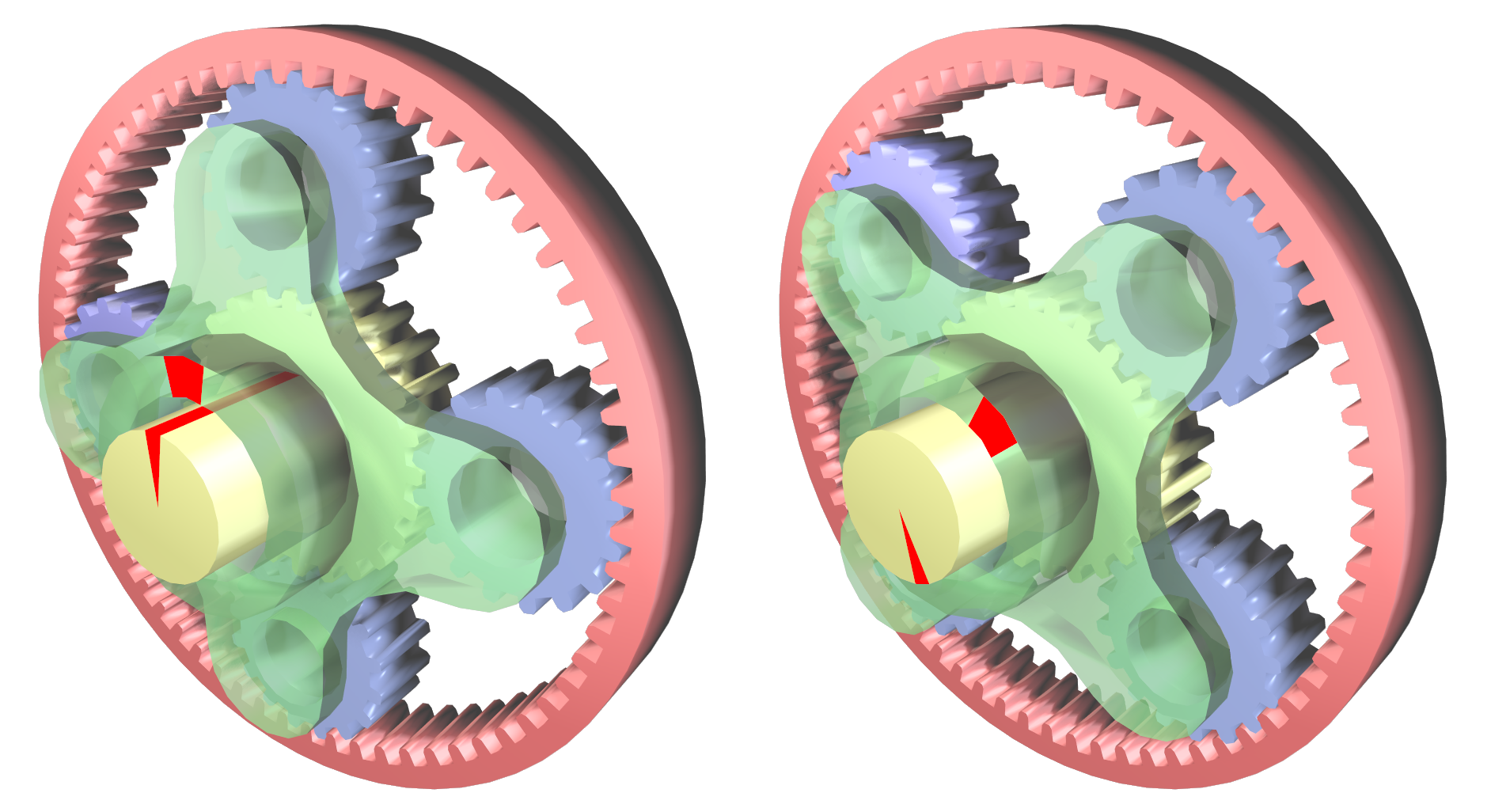
Planetengetriebe

Das Hohlrad ist bei Planetengetrieben der große äußere Zahnradring, der eine Innenverzahnung aufweist. Er ist nur mit den Planetenrädern direkt im Eingriff.
Das Hohlrad fungiert:
- meistens als das feste oder bremsbare Gegenlager, auf dem sich die Planetenräder abwälzen (Antrieb über das Sonnenrad, Abtrieb über die Planetenradträger), oder
- als Abtrieb (Antrieb über das Sonnenrad, Planetenradträger festgebremst).